# Flat design
| <1995 | 2000 | 2019 |

Il flat design (traducibile letteralmente dall'inglese "design piatto") è un linguaggio di design o stile di design comunemente utilizzato nelle interfaccia utente grafica (GUI) (come applicazioni web e applicazioni mobili), nonché in prodotti grafici come poster, arte, documenti guida e prodotti editoriali.

## Definizione e scopo
Il flat design è uno stile di design dell'interfaccia che enfatizza l'uso minimalista di elementi semplici, tipografia e colori piatti.
I designer possono optare per un flat design per rendere più snelle ed efficienti le progettazioni delle interfacce, ed è più facile trasmettere rapidamente le informazioni pur mantenendo un aspetto visivamente attraente e accattivante. Inoltre, rende più semplice progettare un'interfaccia che sia responsiva alle variazioni delle dimensioni del browser su diversi dispositivi. Con elementi di design minimi, le pagine web possono essere scaricate più velocemente, adattarsi facilmente alle dimensioni dello schermo e mantenere un aspetto nitido anche su schermi ad alta definizione. Come approccio di design, è spesso contrapposto allo scheumorfismo e al rich design.

## Storia
Il flat design è principalmente influenzato dallo stile tipografico internazionale (noto anche come Swiss Style), dalle interfacce utente testuali, dal modernismo e dagli stili emergenti da Bauhaus. Lo stile tipografico internazionale è spesso considerato la sua influenza più significativa, e la comparsa e popolarità di questo stile tipografico negli anni '50 e '60 è considerata il punto di partenza del flat design, anche se la sua introduzione nel mondo digitale avrebbe dovuto attendere.
Nel 2002, Microsoft rilasciò Windows Media Center, e nel 2006, il lettore MP3 Zune, entrambi contenenti elementi di flat design. Il design del Zune era pulito e semplice, con un focus su una tipografia in minuscolo grande, loghi in stile silhouette e colori di carattere monocromatici. Microsoft proseguì questo stile di design con il rilascio nel 2010 di Windows Phone 7, che si basava sugli elementi di flat design introdotti con il Zune, formalizzati come "linguaggio di design Metro". Il design era dominato da forme grandi e luminose accompagnate da una tipografia sans-serif della famiglia del carattere Segoe, immagini piatte e un menu con un motivo a griglia. Successivamente, Metro venne adottato da tutte le linee di software Microsoft, compreso il sistema operativo Windows 8 per PC.
Android iniziò a adottare le tendenze del flat design con la versione 4.0 "Ice Cream Sandwich" nel 2011; Matias Duarte, vice presidente del design di Google, riteneva che iOS di Apple Inc. fosse troppo scheumorfico, che Windows Phone assomigliasse a "segnalazioni di bagni dell'aeroporto" e che entrambe le interfacce fossero troppo rigidamente standardizzate con una limitata flessibilità per i designer. La nuova interfaccia "Holo" della piattaforma fu progettata per apparire più semplice rispetto alle versioni Android precedenti, con accenti blu neon, spigoli netti e ombra per la profondità.
Nel 2013 Apple presentò iOS 7, che adottò un design UI piatto con l'uso di colori più vivaci, tipografia, nonché sovrapposizioni traslucide sfocate. L'anno successivo, OS X Yosemite introdusse l'interfaccia utente in stile iOS 7 nel sistema operativo Mac OS X di Apple. Google iniziò a introdurre il proprio linguaggio di design piatto noto come "Material Design" per Android (a partire da Android Lollipop) e le sue altre piattaforme, basato su fogli simili a delle schede e sull'uso di ombre per promuovere la profondità e l'organizzazione, nonché su animazionei e transizioni fluide.
Nel 2017, Microsoft ha presentato il Fluent Design System, una nuova interfaccia utente piatta. Questa nuova interfaccia si discosta dal suo predecessore, Metro, attraverso l'uso di profondità, il feedback dell'interfaccia e un nuovo effetto di traslucenza noto come "Acrylic".

## Critiche
Il flat design è stato criticato per rendere le interfacce utente poco intuitive e meno facilmente utilizzabili. Rendendo tutti gli elementi di design (menu, pulsanti, collegamenti, ecc.) piatti, può diventare più difficile distinguere la funzione di un elemento, ad esempio, determinare se un elemento è un pulsante o un indicatore. La ricerca ha dimostrato che il flat design è più popolare tra i giovani adulti rispetto agli adulti più anziani. La ricerca ha anche mostrato che, sebbene i giovani sembrino più veloci nella navigazione dei design piatti, hanno anche difficoltà nella comprensione dell'interfaccia utente. Nel 2013 Jakob Nielsen, un esperto di design dell'interfaccia utente e usabilità, ha definito il flat design come una "minaccia all'usabilità dei tablet". Nielsen ha anche proposto un'alternativa, ossia un compromesso tra lo scheumorfismo e il flat design. Nel 2017, il gruppo Nielsen ha condotto una ricerca secondo cui l'uso di interfacce basate sul flat design era in media del 22% più lento.